# Pueblo eslovaco
El pueblo eslovaco, los eslovacos (en eslovaco: Slováci, singular Slovák, femenino Slovenka, plural Slovenky), son un pueblo eslavo occidental que habita principalmente en Eslovaquia y habla el idioma eslovaco, el cual está estrechamente relacionado al idioma checo.
La mayoría de los eslovacos hoy en día viven dentro de las fronteras del país independiente de Eslovaquia (aproximadamente 5'050.000). Existen minorías eslovacas en la República Checa, Hungría y Serbia, además de importantes comunidades de inmigrantes y sus descendientes en los Estados Unidos y Canadá.

## Historia

### Eslavos de la cuenca de Panonia
Los primeros estados eslavos en el territorio de lo que hoy en día es Eslovaquia fueron el Imperio de Samo y el Principado de Nitra, fundados en algún punto en el siglo VIII d. C.

### Gran Moravia

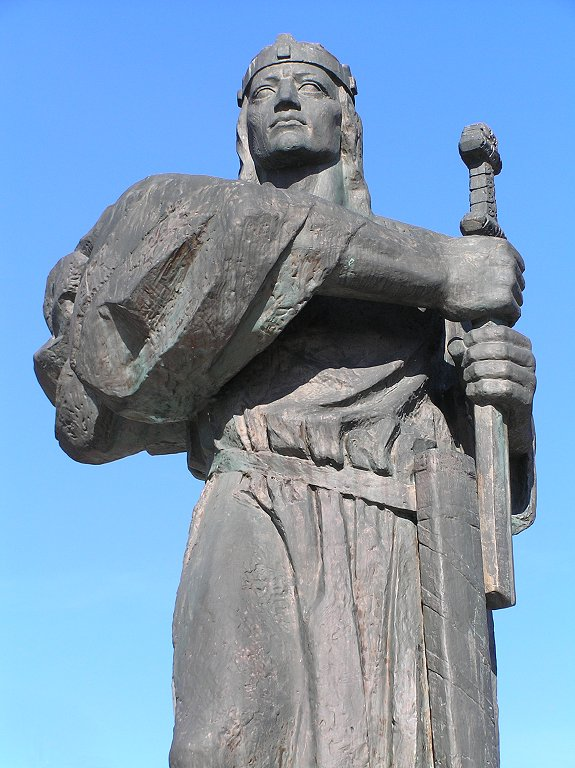
Pribina, soberano del Principado de Nitra. También fundó y fue soberano del Principado de Balaton entre 839/840 y 861.

Gran Moravia (833 -?907) fue un estado eslavo en el siglo IX y principios del siglo X, cuyos fundadores fueron los ancestros de los actuales pueblos checos y eslovacos. Según algunos historiadores, no hay continuidad política, cultura o de lenguaje escrito entre este proto-estado eslavo y la nación actual de Eslovaquia. No obstante, este tema está siendo debatido entre los historiadores. Su formación y rico legado cultural han atraído cierto interés desde el siglo XIX. Acontecimientos importantes tomaron lugar en esa época (siglos IX y X), incluyendo la misión de los monjes griegos Cirilo y Metodio, el desarrollo del alfabeto glagolítico (una versión temprana del alfabeto cirílico), y el uso del Antiguo eslavo eclesiástico como el idioma oficial y literario.
En un principio, el territorio habitado por las tribus eslavas no solo incluía la actual Eslovaquia, sino que también abarcaba partes de la actual Polonia, el sureste de Moravia y casi toda la parte norte de la actual Hungría.

### Reino de Hungría

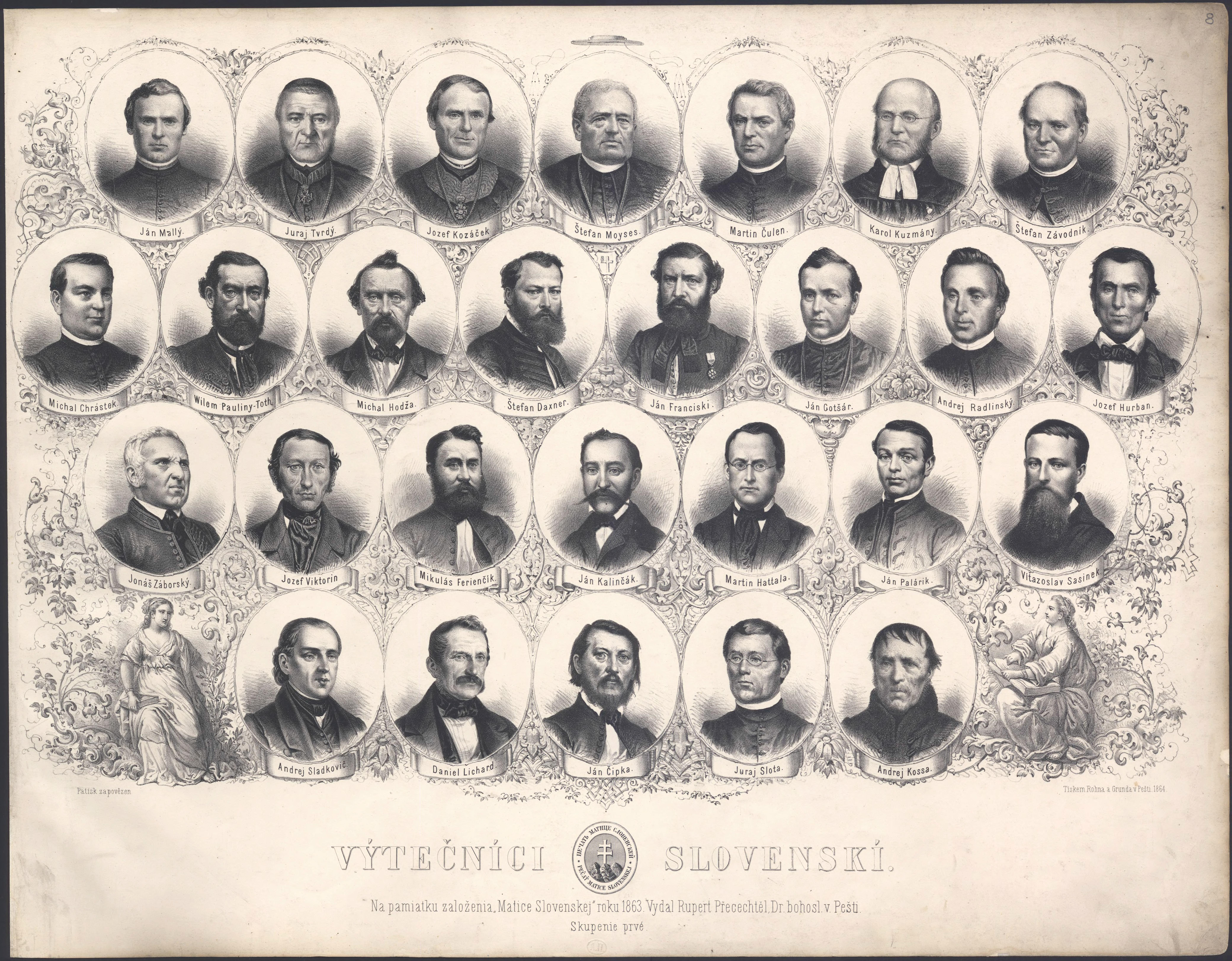
Galería de eslovacos famosos en diferentes ámbitos (historia, literatura, educación, ciencia, religión). Publicado para la fundación de Matica Slovenská (Fundación Eslovaca) en 1863, una importante organización patriótica.

El territorio de la actual Eslovaquia se convirtió en parte del Reino de Hungría en forma gradual desde 907 hasta principios del siglo XIV (principalmente a partir de 1100) y se mantuvo bajo el dominio del reino (véase también Alta Hungría o Reino de Hungría) hasta la formación de Checoslovaquia en 1918. Sin embargo, según algunos historiadores, desde 895 a 902, toda el territorio que hoy en día es Eslovaquia se convirtió en parte del Principado de Hungría, y se convirtió (no en forma gradual) en parte del Reino de Hungría un siglo después. Los eslovacos nunca tuvieron autonomía política o territorial dentro de Hungría. Una entidad separada, llamada el Ducado de la frontera Nitra existió en esta época dentro del Reino de Hungría, pero el ducado fue abolido en 1107. El territorio habitado por eslovacos en la actual Hungría se fue reduciendo en forma gradual.
Cuando la mayoría de Hungría estaba siendo conquistada por el Imperio Otomano en 1541, Alta Hungría (actual Eslovaquia) se convirtió en el nuevo centro del "reducto" que permaneció bajo dominio húngaro, y luego Habsburgo. Algunos croatas se asentaron en los alrededores de la actual Bratislava por razones similares. Además, un importante número de alemanes se asentaron en el Reino de Hungría, especialmente en los pueblos, en búsqueda de trabajo o como especialistas en minería desde el siglo XIII al siglo XV. También hubo comunidades importantes de judíos y gitanos en el territorio.
Luego de que el Imperio Otomano fue obligado a retirarse de Hungría más o menos en el año 1700, miles de eslovacos fueron llevados a poblar las áreas libres del recién restaurado Reino de Hungría (que incluía los actuales territorios de Hungría, Rumania, Serbia y Croacia). Éste es el origen de los enclaves eslovacos en estas regiones (véase Vojvodina).
Después de Transilvania, Eslovaquia fue la parte más avanzada del Reino de Hungría por varios siglos (la parte más urbanizada, con un sector minero de oro y plata bien desarrollado), pero en el siglo XIX, cuando Buda/Pest se convirtió en la nueva capital del reino, la importancia del territorio decayó al igual que otras partes del reino, llevando a muchos eslovacos a la pobreza. Como resultado de esto, cientos de miles de eslovacos emigraron a América del Norte, especialmente a finales del siglo XIX y principios del siglo XX (entre 1880 y 1910).
Muchas de las costumbres y convenciones sociales eslovacas son compartidas con otras naciones que formaron parte de la Monarquía Habsburgo (el Reino de Hungría fue parte de una unión personal con la monarquía habsburgo desde 1867 hasta 1918).

### Checoslovaquia
La gente de Eslovaquia pasó la mayor parte del siglo XX bajo el marco de la república de Checoslovaquia, un nuevo estado que fue formado luego de la Primera Guerra Mundial. Industrialización y varias reformas tuvieron lugar en esta época luego de la Segunda Guerra Mundial. El idioma eslovaco fue marcadamente influenciado por el idioma checo en este periodo.

### Eslovacos contemporáneos
Las transformaciones políticas de 1989 y 1993 trajeron consigo nuevas libertades que mejoraron en forma considerable el futuro y las condiciones de todos los eslovacos.
La sociedad eslovaca contemporánea combina elementos de las tradiciones populares y estilos de vida de Europa occidental.

## Nombre y etnogénesis

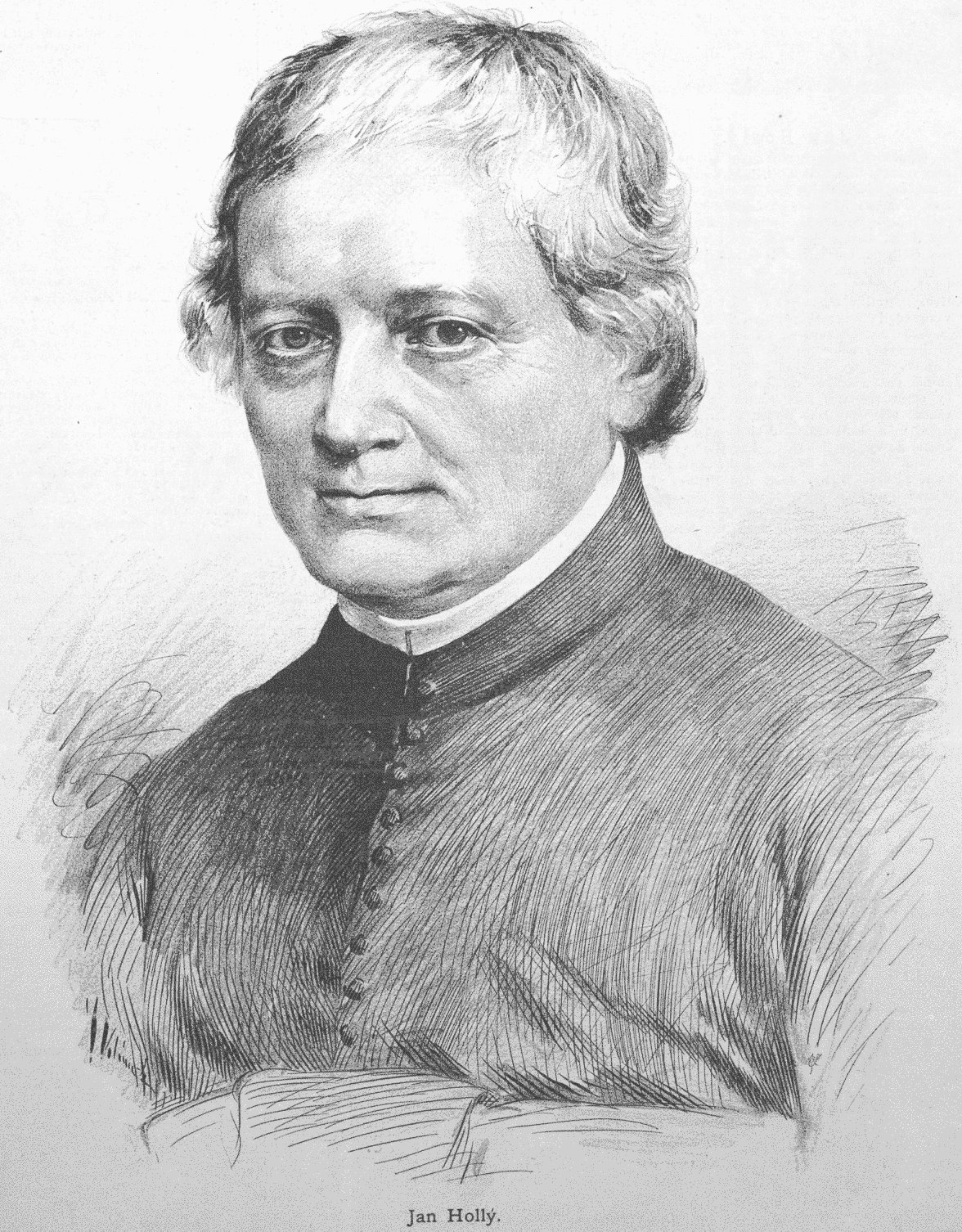
Ján Hollý (retrato de 1885)

El origen de los eslovacos es sujeto de discusión entre académicos y es muy controvertido. El término Eslovaco es problemático en relación con el periodo medieval, porque es esencialmente el producto del nacionalismo moderno ya que surgió luego del siglo XVIII. A lo largo de la historia, las diversas teorías en relación con la etnogénesis de los eslovacos fueron utilizadas para justificar o desacreditar situaciones históricas desde varias perspectivas históricas, como el argumento de "mi nación estuvo aquí primero", que fue y continúa siendo un instrumento útil para legitimar la propiedad de un territorio y una nación estado o alguna reclamación territorial fuera de sus fronteras. La ideología nacional de que los eslovacos son descendientes de eslavos que habitaron lo que hoy en día es Eslovaquia entre los siglos V y X tiene una larga historia y está conectada con la ambición de los eslovacos de alcanzar su autodeterminación o autonomía dentro de Hungría (más que todo bajo el romanticismo nacionalista del siglo XIX y durante el renacimiento eslovaco). Esta teoría de continuidad, que viene a apoyar al pasado común de las naciones checa y eslovaca, y por consiguiente legitimando la creación de la nación checoslovaca, ganó apoyo político durante la formación de Checoslovaquia. Luego de la disolución de Checoslovaquia en 1993 y de la formación de la nación independiente de Eslovaquia motivó un interés especial en la identidad nacional eslovaca. Un reflejo de esto fue el rechazo de la identidad nacional checoslovaca común en favor de una identidad netamente eslovaca. Pese a que la identificación y definición de los habitantes de Gran Moravia ha demostrado ser políticamente difícil, además que los registros históricos son poco precisos sobre esta cuestión, el consenso actual entre los historiadores eslovacos es que los eslovacos existen como un pueblo consciente de su identidad nacional desde el siglo IX o X, por lo que se puede identificar a los habitantes eslavos de esta región como eslovacos. Otro punto de vista de algunos académicos eslovacos, es que el surgimiento de un sentido nacionalista común eslovaco no surgió hasta los siglos XVIII o XIX. Según el académico polaco, Tomasz Kamusella, el rastrear las raíces de la nación eslovaca hasta los tiempos de la Gran Moravia, indicando que ese país fue el primer estado eslovaco no es nada más que "nacionalismo etnoligüístico eslovaco". Esta teoría de continuidad contradice la teoría internacionalmente aceptada de que ninguna nación eslava había emergido para el siglo IX y que la cultura e idioma de las diversas tribus eslavas de Europa central eran indistinguibles unas de otras. Después de 1993 en Eslovaquia, se volvió una práctica común el nombrar a varias instituciones en honor a santos y gobernantes de la Gran Moravia, además de erigir monumentos y dedicar placas conmemorativas a ellos. La glorificación de la imaginada historia de la cultura y el lenguaje eslovaco llevó al mito del despertar eslovaco cirilo-metodiano y fue incorporado en la Constitución eslovaca de 1991, que hace referencia a la herencia espiritual de Cirilo y Metodio y la herencia histórica del Imperio de la Gran Moravia como elementos propiamente eslovacos:

Nosotros, la nación eslovaca, conscientes de la herencia política y cultura de nuestros antepasados, y de los siglos de experiencia en la lucha por nuestra existencia nacional y nuestro propio estado, en el sentido de la herencia espiritual de Cirilo y Metodio y del legado histórico del Imperio de la Gran Moravia, naciente del derecho natural de las naciones a la autodeterminación...
Preámbulo, Constitución de la República de Eslovaquia (1991)

Hay historiadores eslovacos que sugieren que:

No es correcto decir que la Gran Moravia fue el primer estado de los checos y eslovacos por la simple razón que los checos formaron parte de este estado por muy poco tiempo.
Stanislav, Kirschbaum (1995), Historia de Eslovaquia: La Lucha por la Sobrevivencia, p. 35.

Como indica Stanislav Kirschbaum:

Historiadores eslavos y la literatura eslava consideran la literatura de Cirilo y Metodio como herencia de todos los eslavos que sentaron las bases para el Imperio de la Gran Moravia, en particular los eslovacos, los moravios y los eslovenos. Los académicos eslovacos han estado diciendo por tres siglos que la literatura creado en la Gran Moravia o traducida por los Santos Cirilo y Metodio y sus discípulos para los ancestros de los eslovacos y forman parte de la herencia cultural de los eslovacos.
Stanislav, Kirschbaum (1995), Historia de Eslovaquia: La Lucha por la Sobrevivencia, p. 35.

Según esta interpretación, la consideración de Eslovaquia como estado del pueblo eslovaco es la más antigua de su clase en Europa central, pero desafortunadamente, la ocupación húngara de casi mil años les hizo 'olvidar' sus tradiciones. Aunque la idea de la herencia cirilo-metodiana está muy presente hoy en día en Eslovaquia, no existe continuidad política, cultural o escrita entre este antiguo ente político eslavo y la nación moderna de Eslovaquia. Aunque parece razonable proponer que los eslovacos modernos sean descendientes de la población de la Gran Moravia, esta proposición también se puede hacer para varios países de Europa central. Según el científico político Timothy Haughton:

El Imperio de la Gran Moravia es visto por algunos como una especie de edad de oro del nacionalismo eslovaco. El rememorar una historia tan distante no está limitado a historiadores eslovacos nacionalistas, sino que también está consagrado en el preámbulo de la constitución eslovaca. La visión de la edad de oro tiene mucho que ver con el hecho que el Imperio de la Gran Moravia fue seguido por lo que ha sido llamado como "1000 años de dominio magiar", seguido de setenta años de ciudadanía de segunda clase en Checoslovaquia.
 Timothy, Haughton; (2005) Limitaciones y oportunidades de liderazgo en la Europa pos-comunista, p. 109.

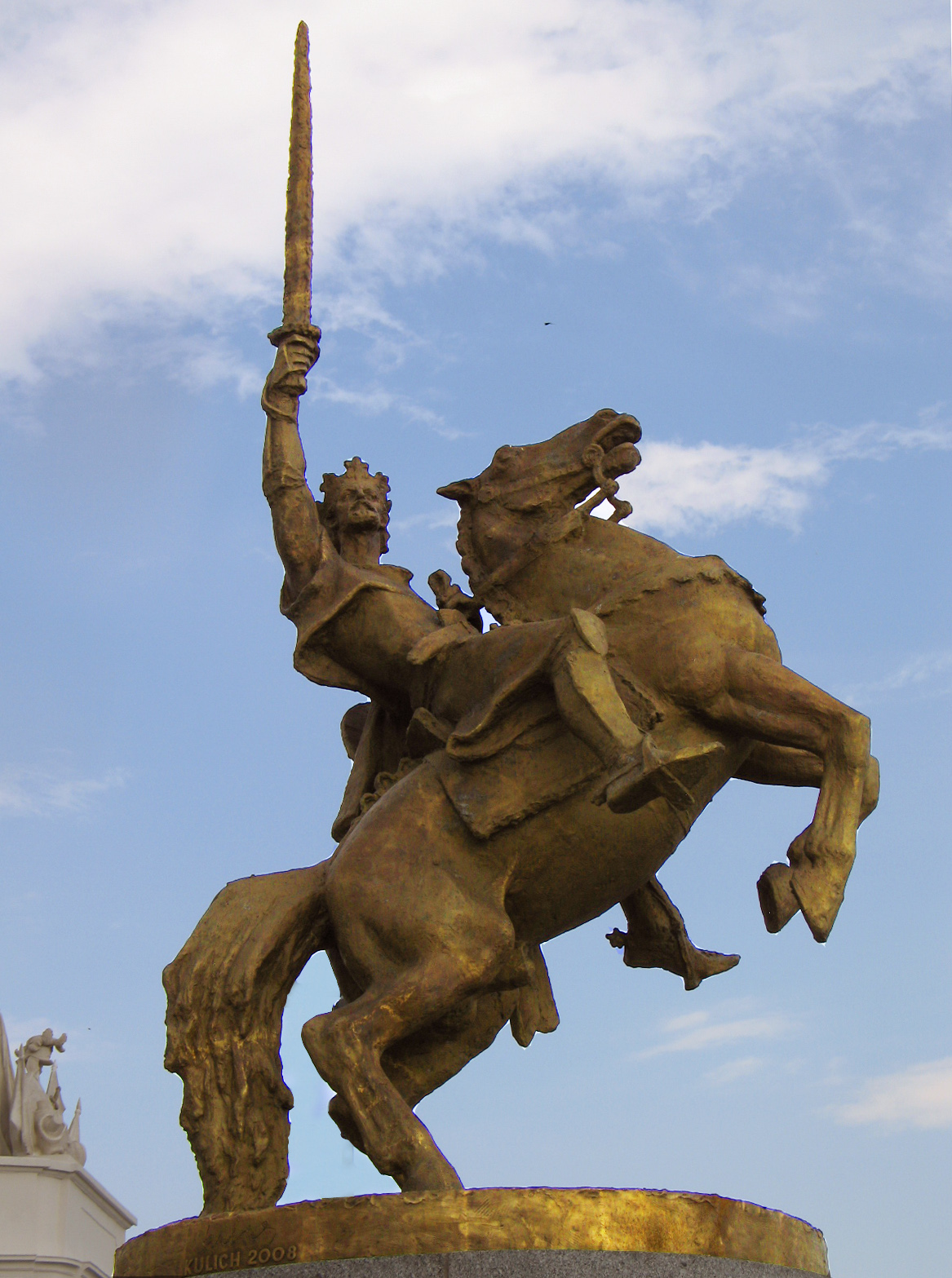
Estatua de Svatopluk I, soberano de Gran Moravia del siglo IX, erigida en el patio del Castillo Bratislava.

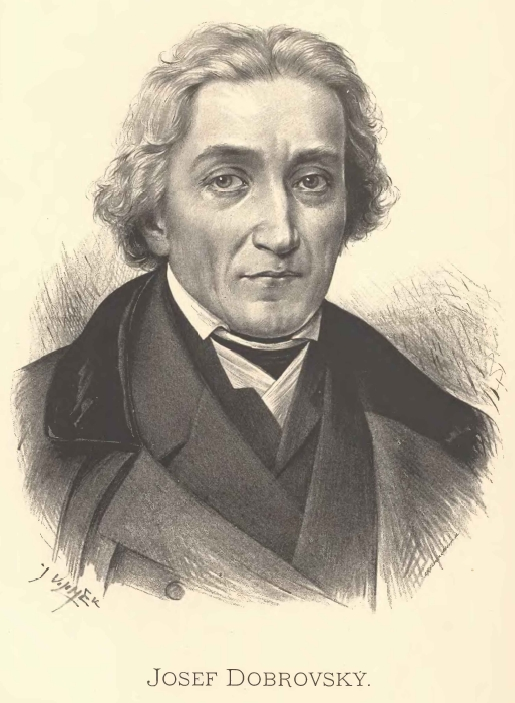
Josef Dobrovský

Según el sacerdote checo Josef Dobrovský, Gran Moravia estaba ubicada en Alta Hungría y Moravia (lo que hoy en día es Eslovaquia y la República Checa respectivamente). Escritores de origen eslavo como  Juraj Sklenár, y Juraj Fándly ensalzaban a la Gran Moravia como la oposición a los "magiares paganos" que destruyeron el reino.
La teoría de que la herencia "Cirilo-metodiana" y de la "Gran Moravia" tiene sus orígenes en el siglo XVIII. En sus escritos Historia de los pueblos eslavos: Sobre el reino y los reyes de los eslavos, Georgius Papanek (o Juraj Papánek) remonta las raíces de los eslovacos a la Gran Moravia. En 1879, Jaroslav Vlček escribió que la Gran Moravia era un estado común de los de eslovacos y los moravos.  František Viktor Sasinek indicaba en su libro "Los eslovacos: Un esbozo etnográfico" de que la Gran Moravia era el estado de los eslovacos, moravos y bohemios. Según Josef Ladislav Píč, Gran Moravia era el estado de la nación checoslovaca, pero estaba de acuerdo en que una nación eslovaca independiente surgió luego de que los húngaros destruyeran el estado. El historiador eslovaco Julius Botto Jr. indica que la Gran Moravia era un reino exclusivamente eslovaco en  su libro Los eslovacos: El desarrollo de su conciencia nacional. Interesantemente, el sacerdote jesuita Samuel Timon indicó que la destrucción de Gran Moravia por parte de los húngaros, había liberado a los eslovacos del yugo de los moravos. Fue Ján Hollý quién estampó la idea de la literatura cirilo-metodiana y la Gran Moravia en los planos ideológicos del nacionalismo eslovaco con sus poemas (Svatopluk, 1833; Cirilo-Metodiana, 1835; Eslavo, 1839). Cuando los eslovacos y los checos vivieron bajo un estado común, se sugirió que la Gran Moravia era el legado de ambas naciones. Sin embargo, el historiador ruso George Vernadsky asegura que la Gran Moravia es el legado exclusivo de los checos.
La opinión del historiador húngaro János Karácsonyi es que los eslavos nativos se habían muerto o habían sido asimilados por los húngaros, y por lo tanto los eslovacos contemporáneos son los descendientes de croatas blancos (quienes llegaron desde el norte y el noroeste a Hungría aproximadamente en el siglo XII), checos (bohemios, moravios), polacos y alemanes (silesios, sajones, suabios) que se asentaron en Hungría entre los siglos X y XVIII. Según esta teoría, solo una pequeña parte del territorio actual de Eslovaquia fue habitado durante el reinado de Esteban I, por lo que no existe una conexión directa entre la población eslava autóctona que vivió en el territorio actual de Eslovaquia antes del siglo del siglo XII y los eslovacos modernos. Luego del tratado de Trianon, la teoría de Karácsonyi se volvió muy popular entre los políticos húngaros y fue utilizada para probar que la visión de la separación del estado de Eslovaquia de Hungría no era justificada. El historiador checo Václav Chaloupeký también admitió que gran parte del territorio actual de Eslovaquia (con la excepción de la parte sur) era bosque primario hasta el siglo trece y era una región despoblada en forma intencional para servir como región fronteriza del Reino de Hungría. Chalopecký afirmó que los eslovacos eran checos originalmente pero su existencia durante casi mil años dentro del reino de Hungría los llevó a separarse de la nación checa. Además, también consideraba que las poblaciones valaquias, especialmente en los siglos dieciséis y diecisiete fueron agentes significativos de la etnogénesis de los eslovacos. Sin embargo, Chaloupecký no tenía duda alguna de que luego del siglo once los habitantes slavos del suroeste de Eslovaquia eran los descendientes de aquellos eslavos que vivieron allí en los siglos nueve y diez.

### Origen de la palabra "Eslovaco"
Los eslovacos y eslovenos son las únicas naciones eslavas que han mantenido el nombre antiguo de los Eslavos (singular: slověn)  en su nombre - el adjetivo "Eslovaco" aún es slovenský y el sustantivo femenino "Eslovaca" aún es Slovenka en el idioma eslovaco; solo el sustantivo masculino "Eslovaco" cambió a Slovenin, probablemente en la Alta Edad Media, y finalmente (bajo influencia checa y polaca) a Slovák cerca del año 1400. Para los eslovenos, el adjetivo sigue siendo slovenski y el sustantivo femenino "Eslovena" sigue siendo Slovenka, pero el masculino ha cambiado a Slovenec. El nombre eslovaco para su idioma es slovinčina; y los eslovenos llaman al idioma slovenščina. El nombre viene de la forma proto-eslava slovo "palabra, hablar". Por consiguiente, Eslovacos y Eslovenos significarían "gente que habla (el mismo idioma)", o gente que se entiende.
Según Néstor y otros lingüistas eslavos modernos, la palabra  slověn probablemente fue el nombre original de todos los eslavos, pero la mayoría de ellos (checos, polacos, croatas, etc.) tomaron otros nombres en la Temprana Edad Media. Aunque los eslovacos mismos parecen haber tenido un significado un poco diferente para la palabra "eslavos" (Slovan), fueron llamados "eslavos" en textos latinos hasta aproximadamente la Alta Edad Media. Es por eso que algunas veces es difícil distinguir cuando algunos textos se refieren a los eslavos en general o a los eslovacos. Un ejemplo de uso de "eslavos" en referencia a los "eslovacos" son los documentos del Reino de Hungría, donde se referían a los bohemios (checos, polacos) con otro nombre. Los eslovacos de Hungría eran llamados "Slavi Pannonii" y los checos "Slavi Bohemii". La similitud semántica del etónimo "Eslovaco" con "Eslavo" llevó al movimiento nacionalista eslovaco a forjar el mito que de todas las naciones eslavas, los eslovacos son los que descienden de forma más directa de los eslavos originales, y que el idioma eslovaco es la continuación más directa del Eslavo Antiguo.

### Afiliaciones étnicas y orígenes genéticos
Los eslovacos -al igual que otros grupos étnicos eslavos de Europa Central- llevan consigo un linaje eurásico como consecuencia de la mezcla con tribus nómadas de Asia Central que migraron hacia Europa Oriental y Europa Central en la temprana Edad Media. Los eslovacos occidentales son más cercanos a los checos y austríacos, mientras que los eslovacos orientales están más relacionados con los eslovenos. Los mtDNAs de los eslovacos pertenecen al haplogrupo mitocondrial común de Eurasia Occidental, pero está caracterizado por una pequeña presencia de linajes mtDNA de Eurasia Oriental (2,8%) y el específico de los Pueblo gitanos (2,8%).
Además, mtDNAs africanos  (L2a) también están presentes en la población del este del país. Aproximadamente 3 por ciento de los mtDNAs de Eslovaquia oriental incluyen linajes gitanos, que pertenecen a haplogrupos específicos de India (M5a1 y M35). El haplotipo J1 (relacionado con los gitanos) está presente en el 2,9% de las personas en Eslovaquia Oriental. El haplotipo-M identificado en los eslovacos también está presente en italianos, saudíes y beduinos de Israel.

## Cultura
El arte de Eslovaquia se remonta a la Edad Media, cuando algunas de las más importantes obras maestras de la historia del país fueron creadas. Algunas importantes figuras de esta época incluyen al Maestro MS y el Maestro Paul de Levoča. Arte más contemporáneo se puede observar por parte de Koloman Sokol, Albín Brunovský, Martín Benka, Mikuláš Galanda, Ľudovít Fulla.  Julius Koller y Stanislav Filko, en el siglo XXI Roman Ondak, Blazej Balaz. Los compositores eslovacos más importantes han sido Eugen Suchoň, Ján Cikker, y Alexander Moyzes, en el siglo XXI Vladimir Godar y Peter Machajdik.
Hubo dos personas importantes que lideraron la codificación del idioma eslovaco. La primera fue Anton Bernolák cuyo concepto se basó en el dialecto de Eslovaquia occidental (1787). Fue la creación del primer lenguaje literario nacional de los eslovacos de la historia. El segundo hombre notable en esta área fue Ľudovít Štúr. Su formación del idioma eslovaco tenía su base en el dialecto de Eslovaquia central (1843).
El héroe eslovaco más famoso fue Juraj Jánošík (el equivalente eslovaco de Robin Hood). El famoso explorador Móric Benyovszky tenía ancestros eslovacos.
En los deportes, los eslovacos son más conocidos en Estados Unidos y Canadá por sus personalidades de hockey profesional como ser Stan Mikita, Peter Šťastný, Peter Bondra, Žigmund Pálffy and Marián Hossa. Además, algunos jugadores de fútbol de la selección nacional de Eslovaquia, como ser Martin Škrtel, Marek Hamšík y Róbert Vittek, son nombres reconocidos en el fútbol europeo y mundial.

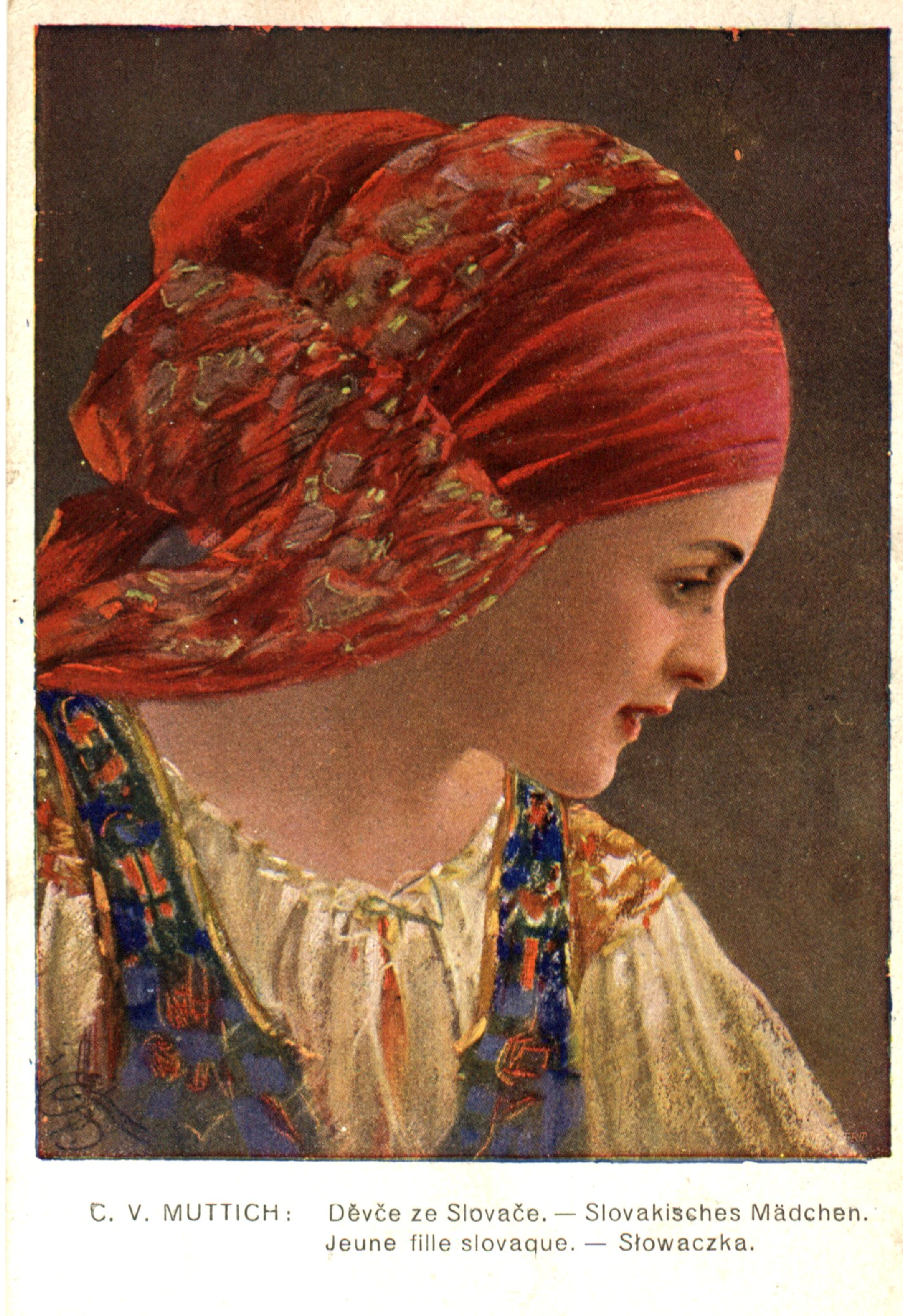
Niña de Eslovaquia
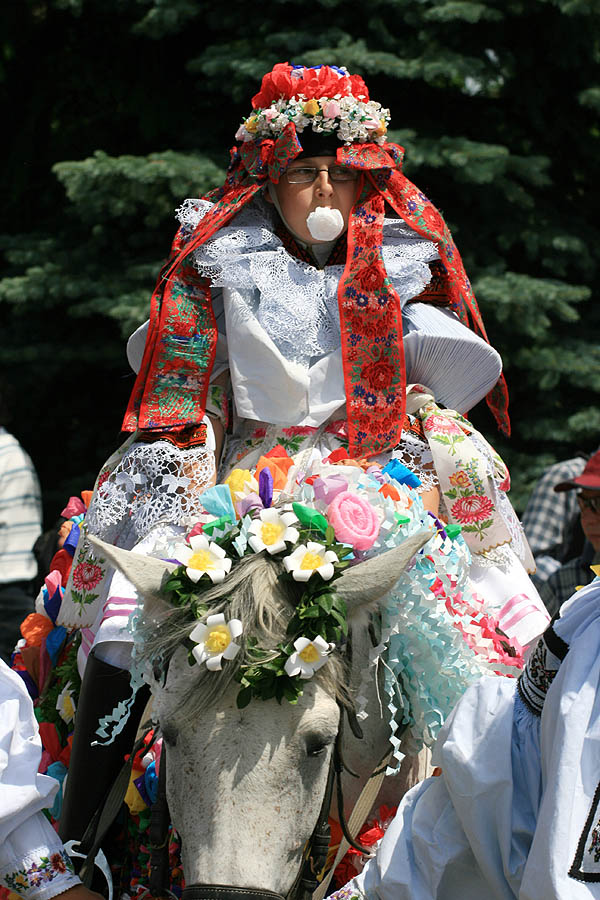
Festival folclórico Moravio-eslovaco
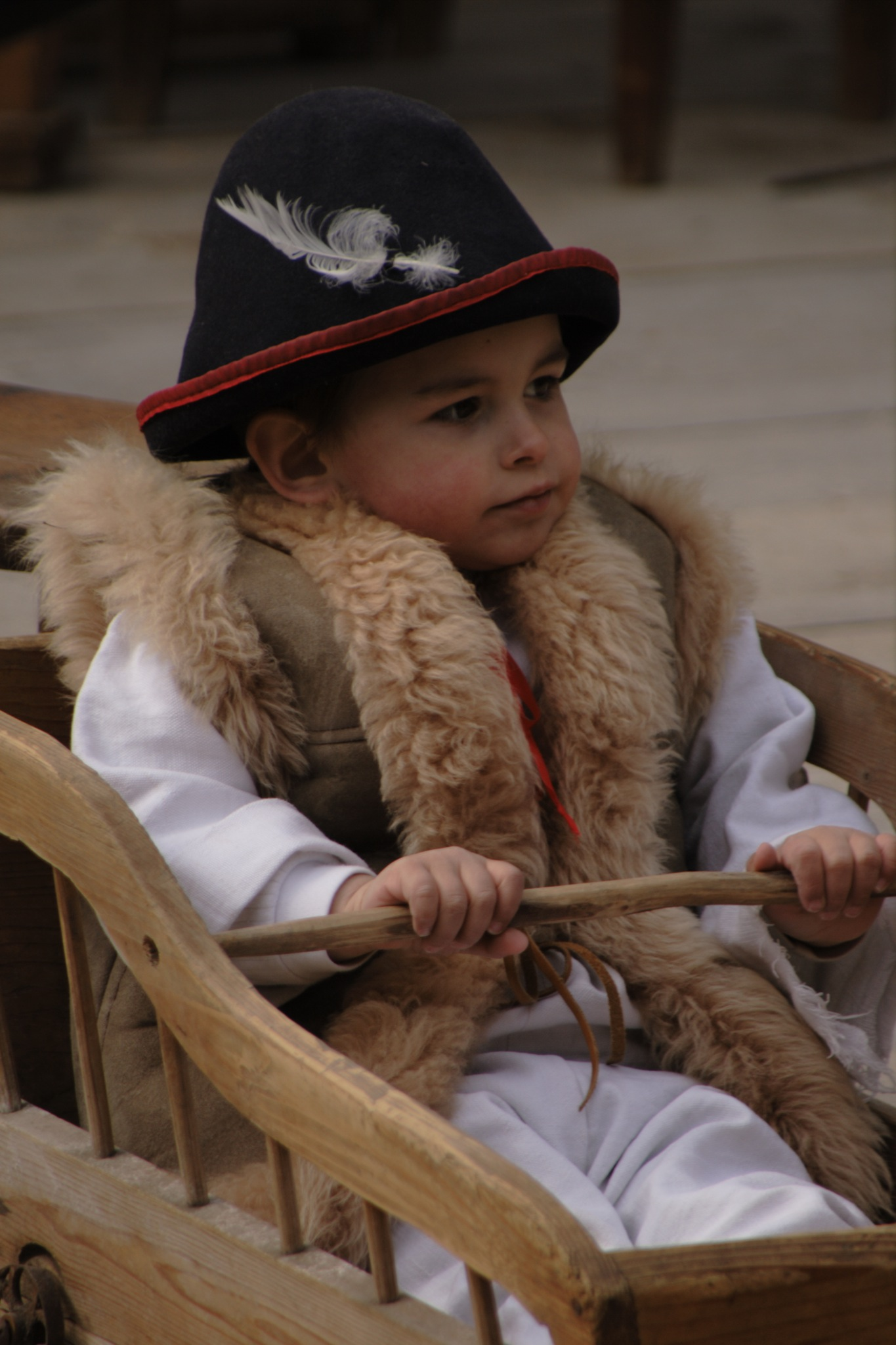
Pascua en Eslovaquia
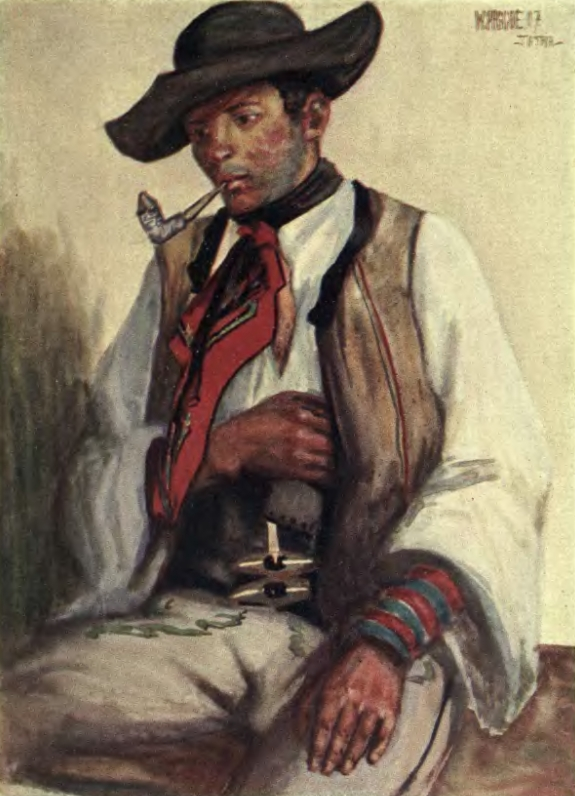
Campesino eslovaco de las montañas Tatra, 1908
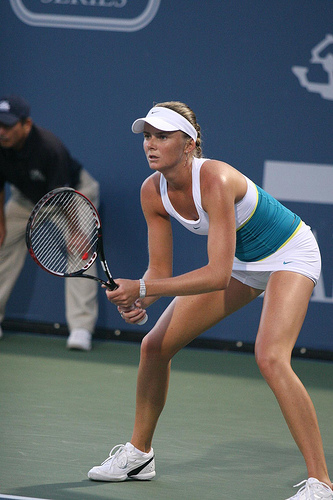
Daniela Hantuchová, jugadora profesional de tenis
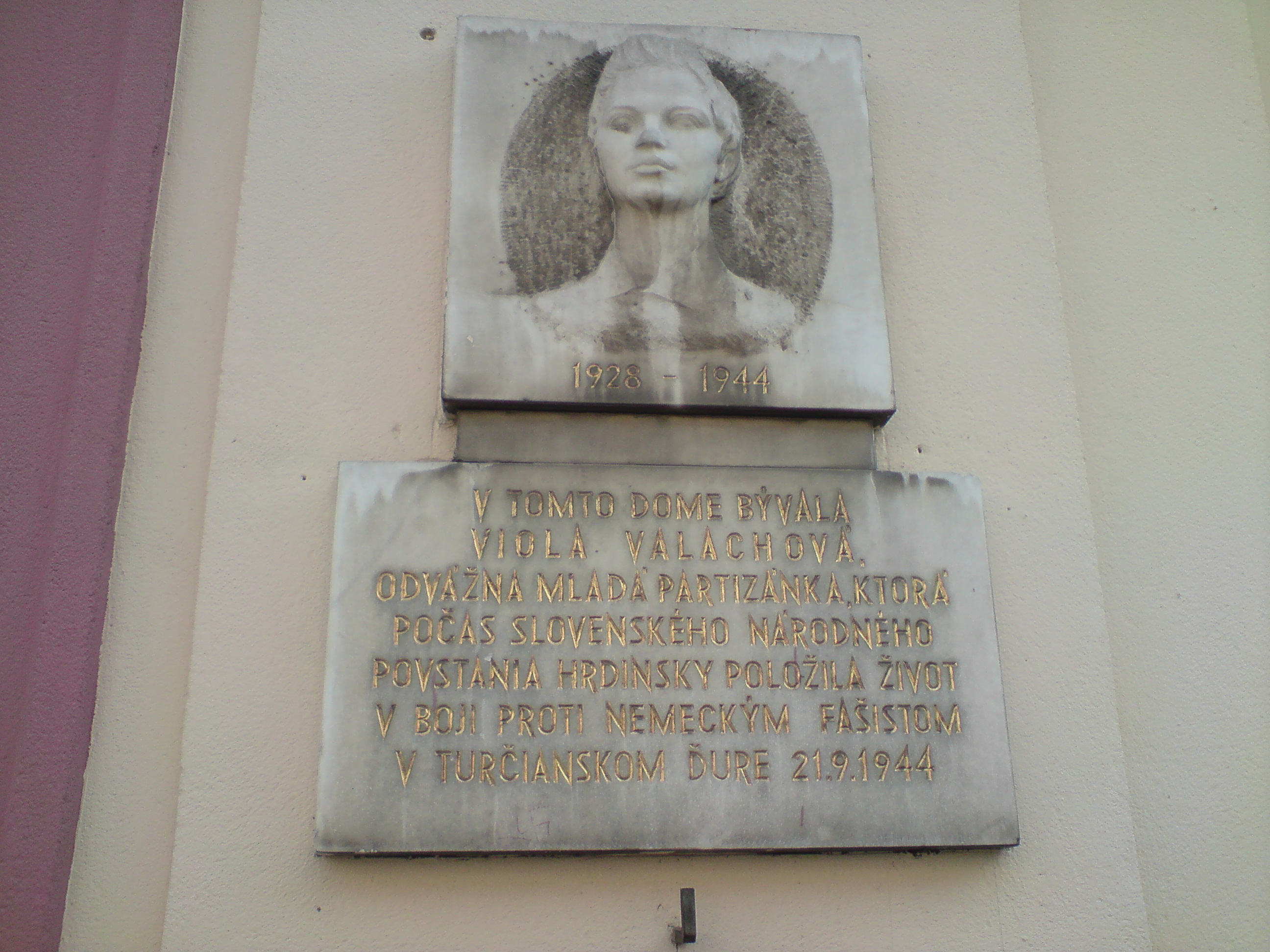
Viola Valachová, guerrillero
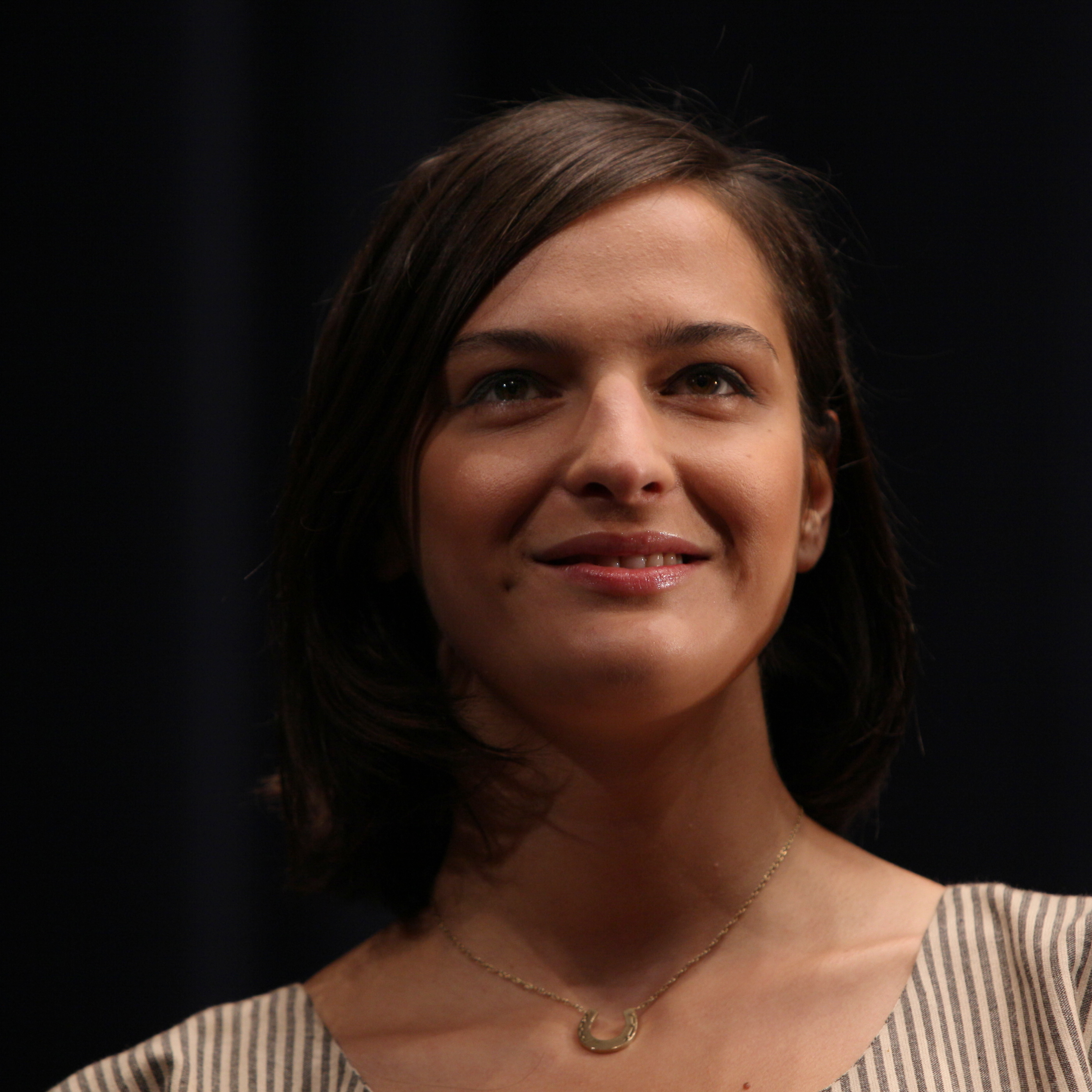
Jana Kirschner, cantante de música pop
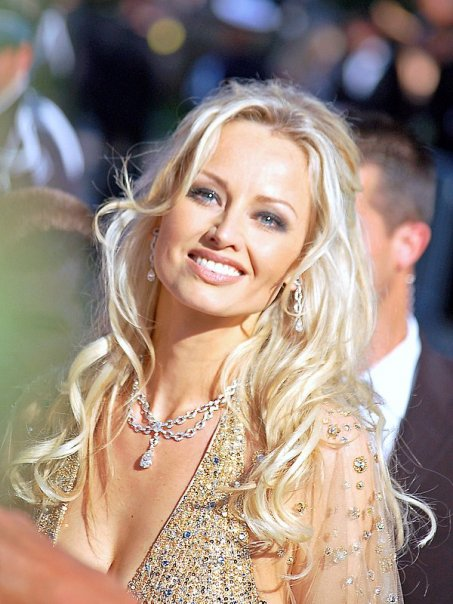
Modelo Adriana Sklenaříková
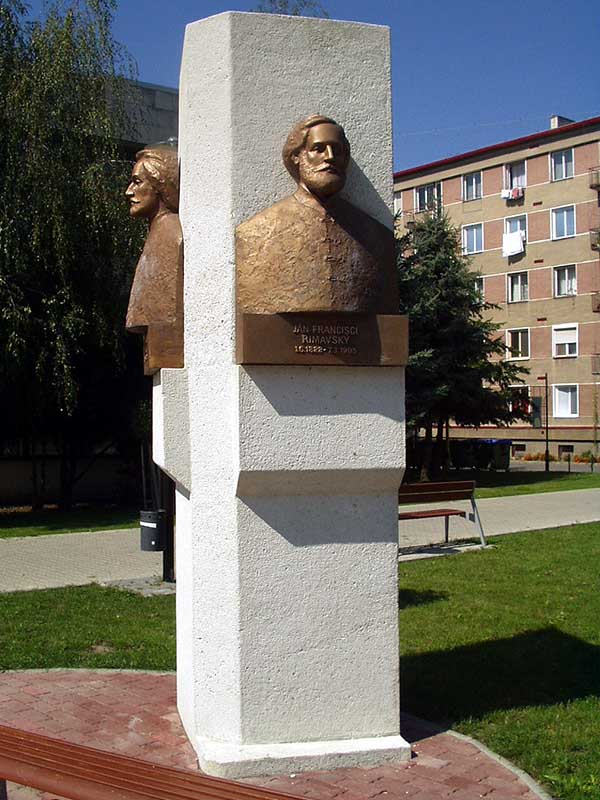
Jan Francisci-Rimavsky, poeta y revolucionario
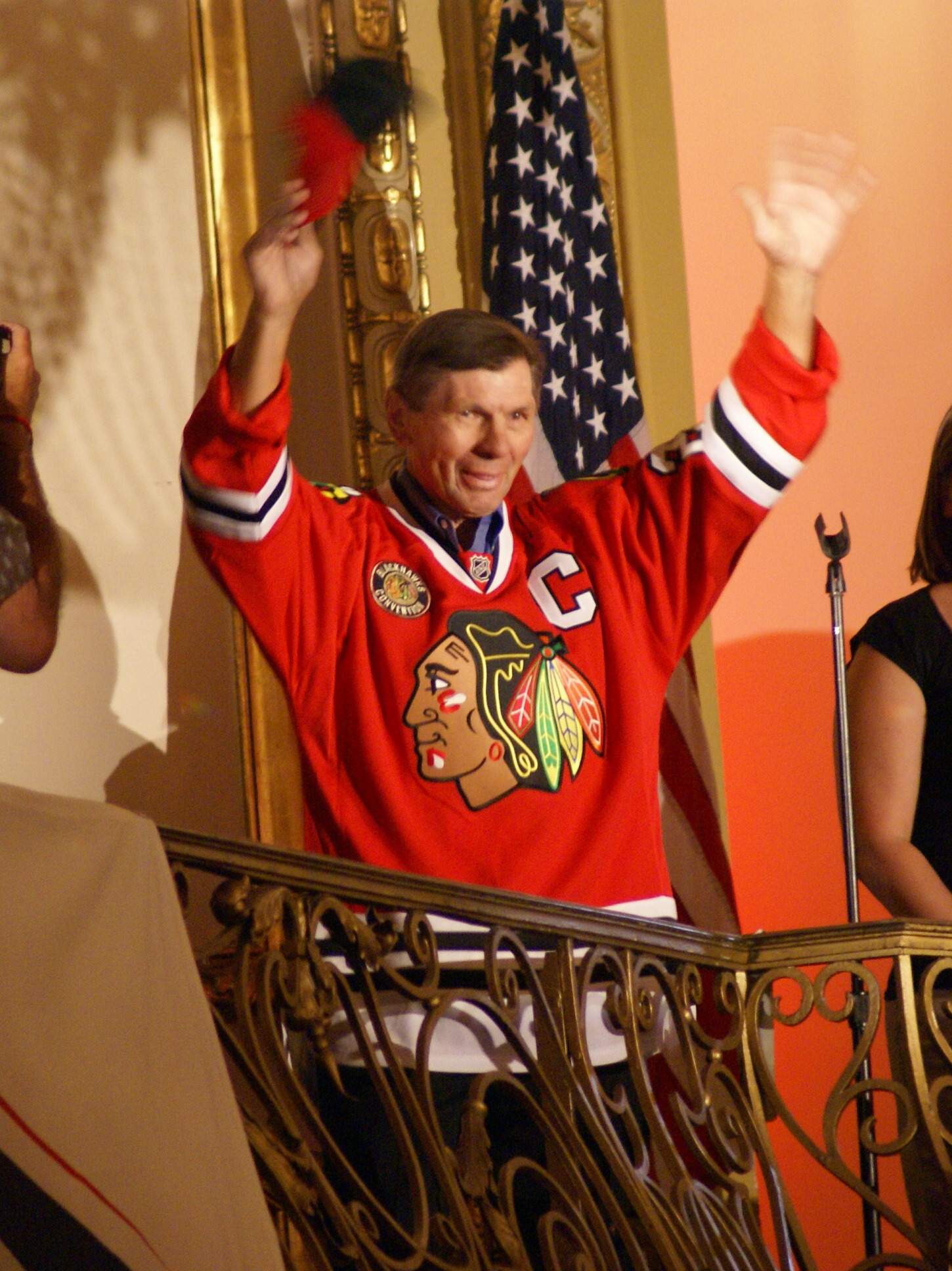
Stan Mikita
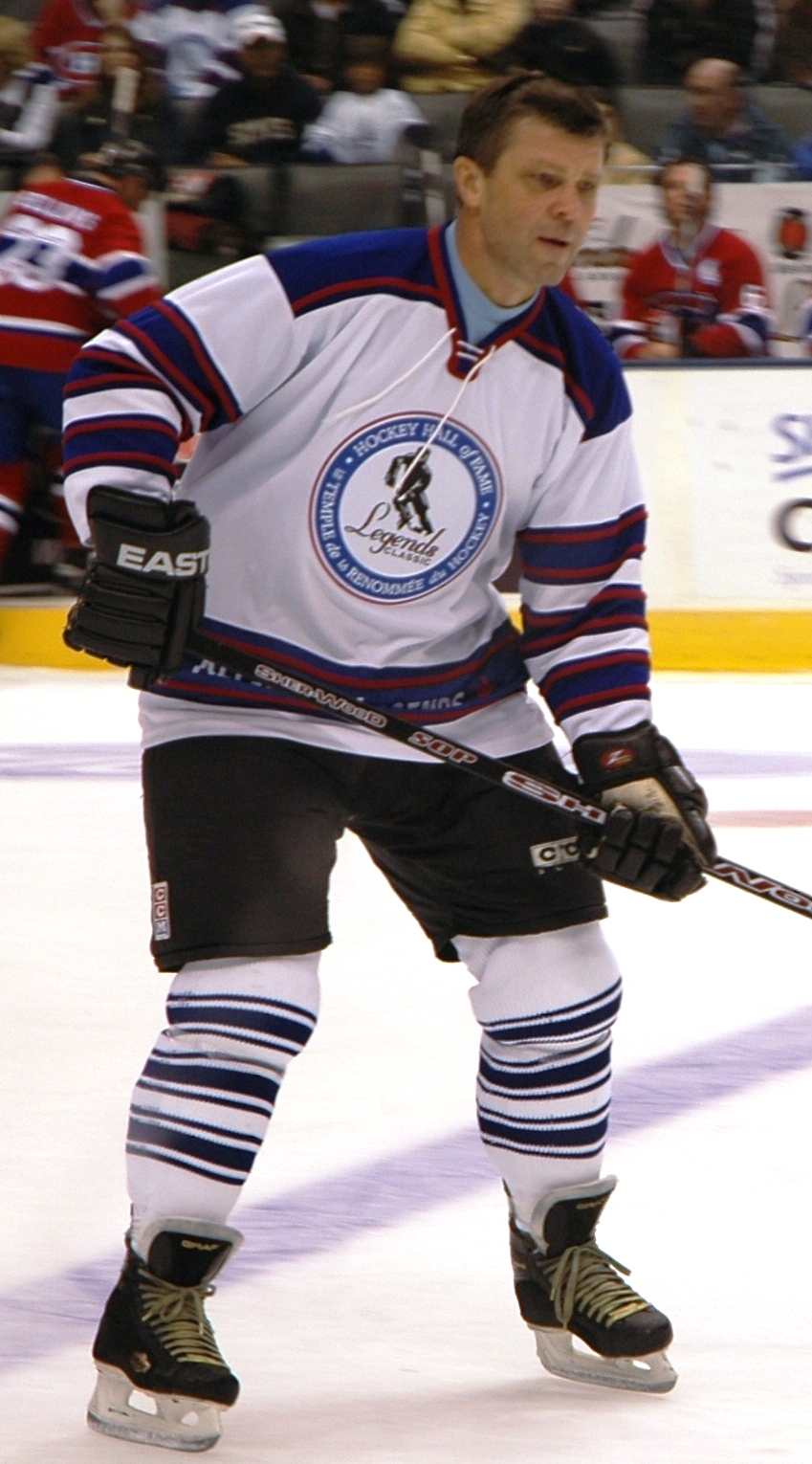
Peter Šťastný
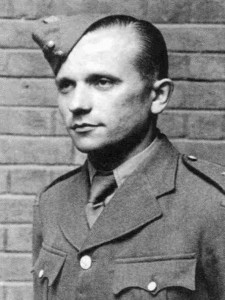
Jozef Gabčík, soldado eslovaco y asesino de Reinhard Heydrich
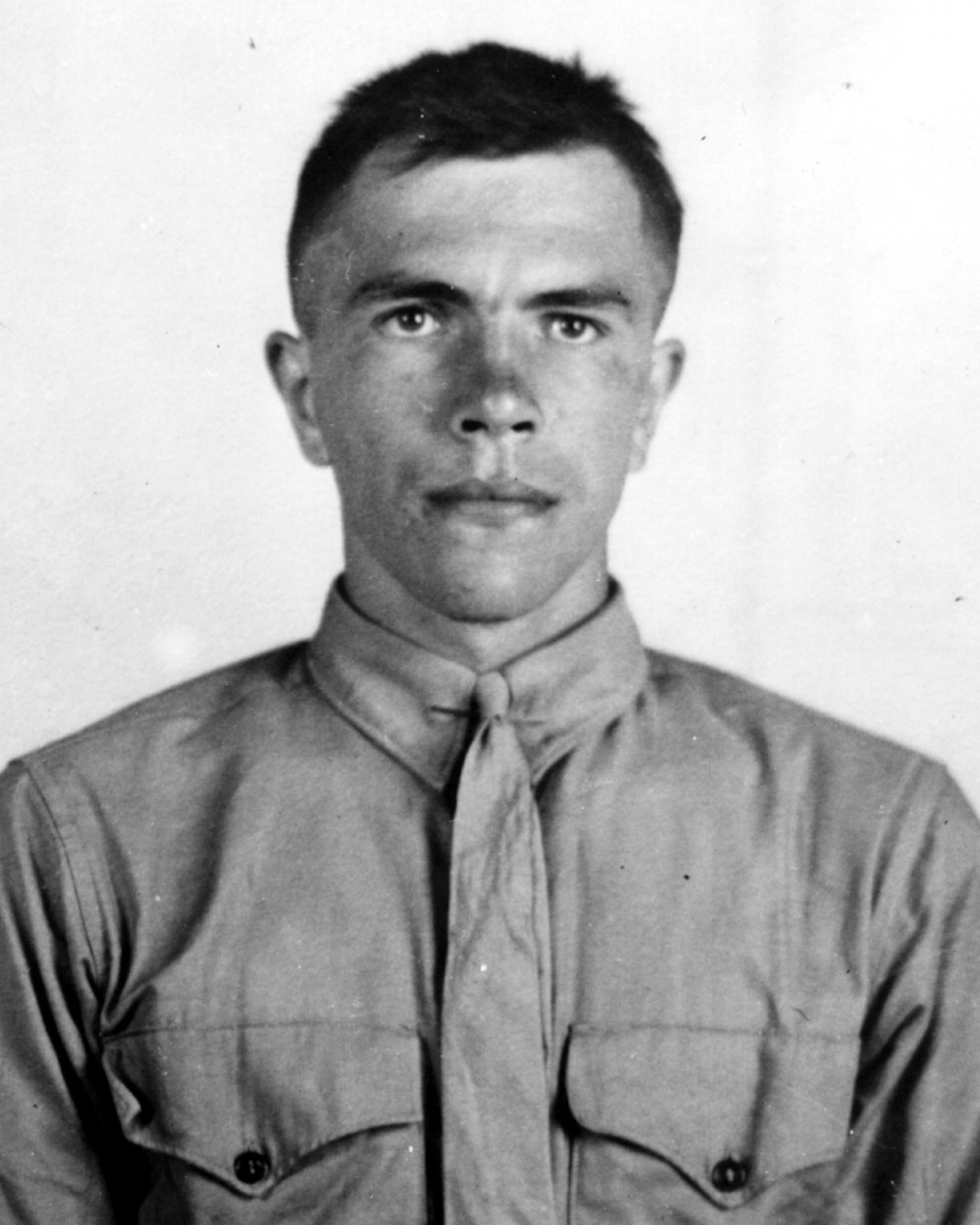
Michael Strank, infante de marina de los Estados Unidos de ascendencia eslovaca, uno de los soldados que levantó la bandera estadounidense en Iwo Jima.
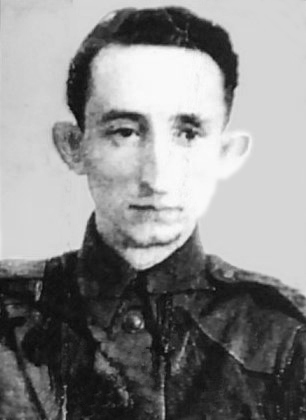
Miroslav Iringh, uno de los organizadores del levantamiento de Varsovia.

## Estadísticas
Existen aproximadamente 5.4 millones de eslovacos autóctonos en Eslovaquia. Además, hay eslovacos viviendo en los siguientes países (esta lista muestra estimados de embajadas y asociaciones de eslovacos en el exterior en primer lugar, e información oficial de los países hasta el año 2000-2001 en segundo lugar).
- Estados Unidos (1 200 000 / 821 325*) [*(1)habían, sin embargo, 1,882,915 eslovacos en los Estados Unidos según el censo de 1990, (2) hay aproximadamente 400,000 "checoslovacos" en los EE. UU., gran parte de los cuales son eslovacos.] -  inmigrantes de los siglos 19-21; véase también Census.gov (página oficial del censo de los EE. UU., en inglés).
- República Checa (350 000 / 183 749*) [*había, sin embargo, 314,877 eslovacos en la República Checa según el censo de 1991] - debido a la existencia de la ex Checoslovaquia
- Hungría (39 266 / 17 693)
- Canadá (100 000 / 50 860) - inmigrantes de los siglos 19-21.
- Serbia (60 000 / 59 021*) [especialmente en Vojvodina;*excl. a los Rutenos de Panonia] - asentamientos de los siglos 18 y 19.
- Polonia (2002) (47 000 / 2 000*) [* Hay una objeción de la Asociación de Eslovacos en Polonia en relación con esta cifra. ]- minoría antigua y debido a cambios en las fronteras en el siglo XX.
- Rumania (18 000 / 17 199) - antigua minoría
- Ucrania (17 000 / 6 397) [especially in Rutenia subcarpática] - ancient minority and due to the existence of former Checoslovaquia
- Francia (13 000/ n.a.)
- Australia (12 000 / n.a.) - inmigrantes de los siglos 20-21.
- Austria (10 234 / 10 234) - inmigrantes de los siglos 20-21.
- Reino Unido (10 000 / n.a.)
- Croacia (5 000 / 4 712) - asentamientos de los siglos 18 y 19.
- otros países.

El número de eslovacos que viven fuera de Eslovaquia fue estimado e un máximo de 2,016,000 en 2001 (2,660,000 en 1991), lo que quiere decir que, en total, había como máximo unos 6,630,854 eslovacos en 2001 (7,180,000 en 1991) en el mundo. El estimado en la plantilla principal da una población estimada de eslovacos viviendo afuera de Eslovaquia de 1.5 millones.
Otros estimados (muchos más altos) de Dom zahraničných Slovákov  pueden ser encontrados en el periódico SME.

## Mapas

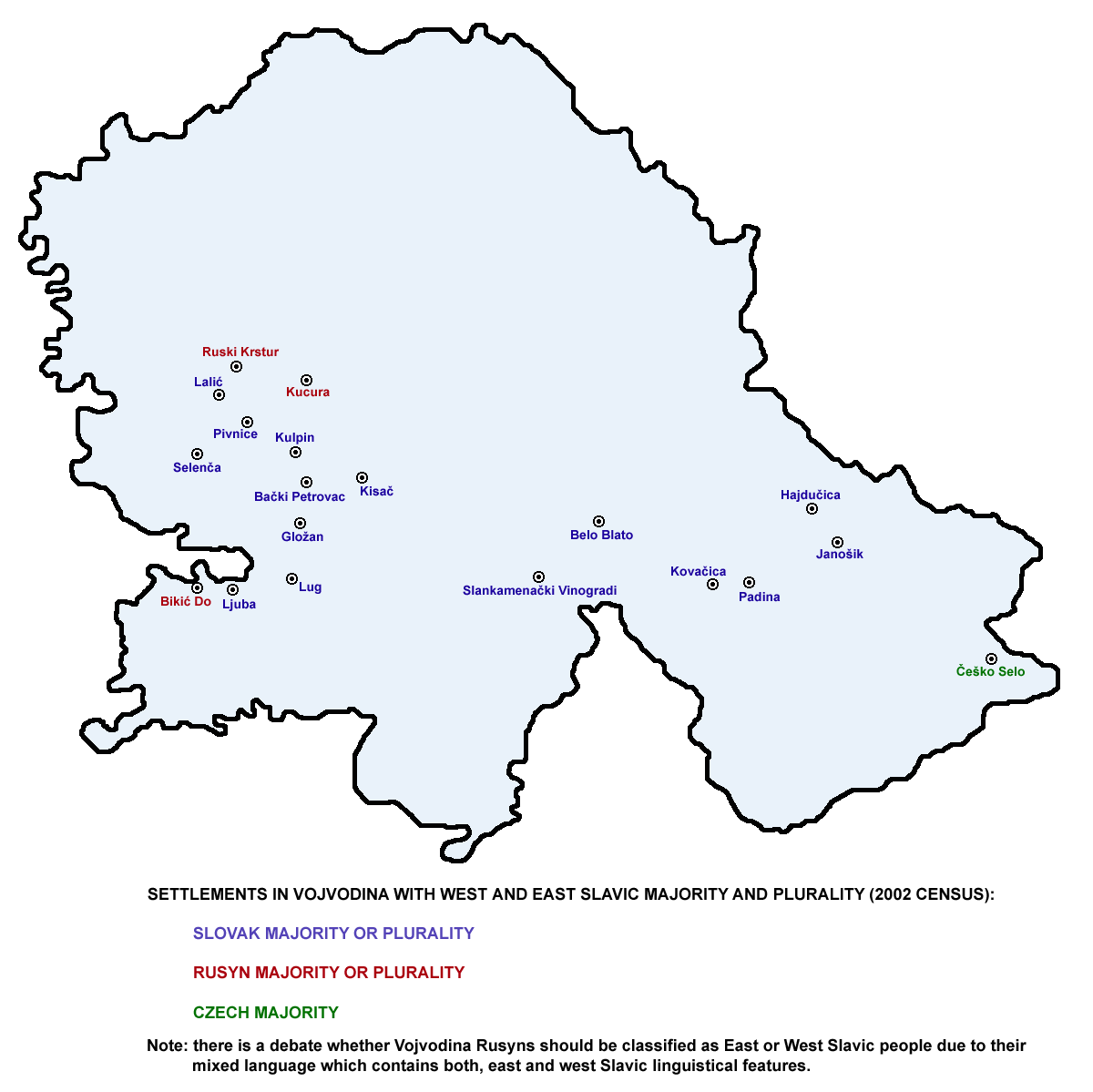
Slovaks in Vojvodina, Serbia (2002 census)
The language spread of Slovak in the United States according to U. S. Census 2000 and other resources interpreted by research of U. S. English Foundation, percentage of home speakers